# Parafimbrios lao
Parafimbrios lao — вид змій родини ксенодермових (Xenodermidae). Мешкає в Південно-Східній Азії.

## Поширення і екологія
Parafimbrios lao мешкають в Лаосі, В'єтнамі, Таїланді і китайській провінції Юньнань. Вони живуть у вічнозелених тропічних лісах, серед карстових скель.